# Windleite

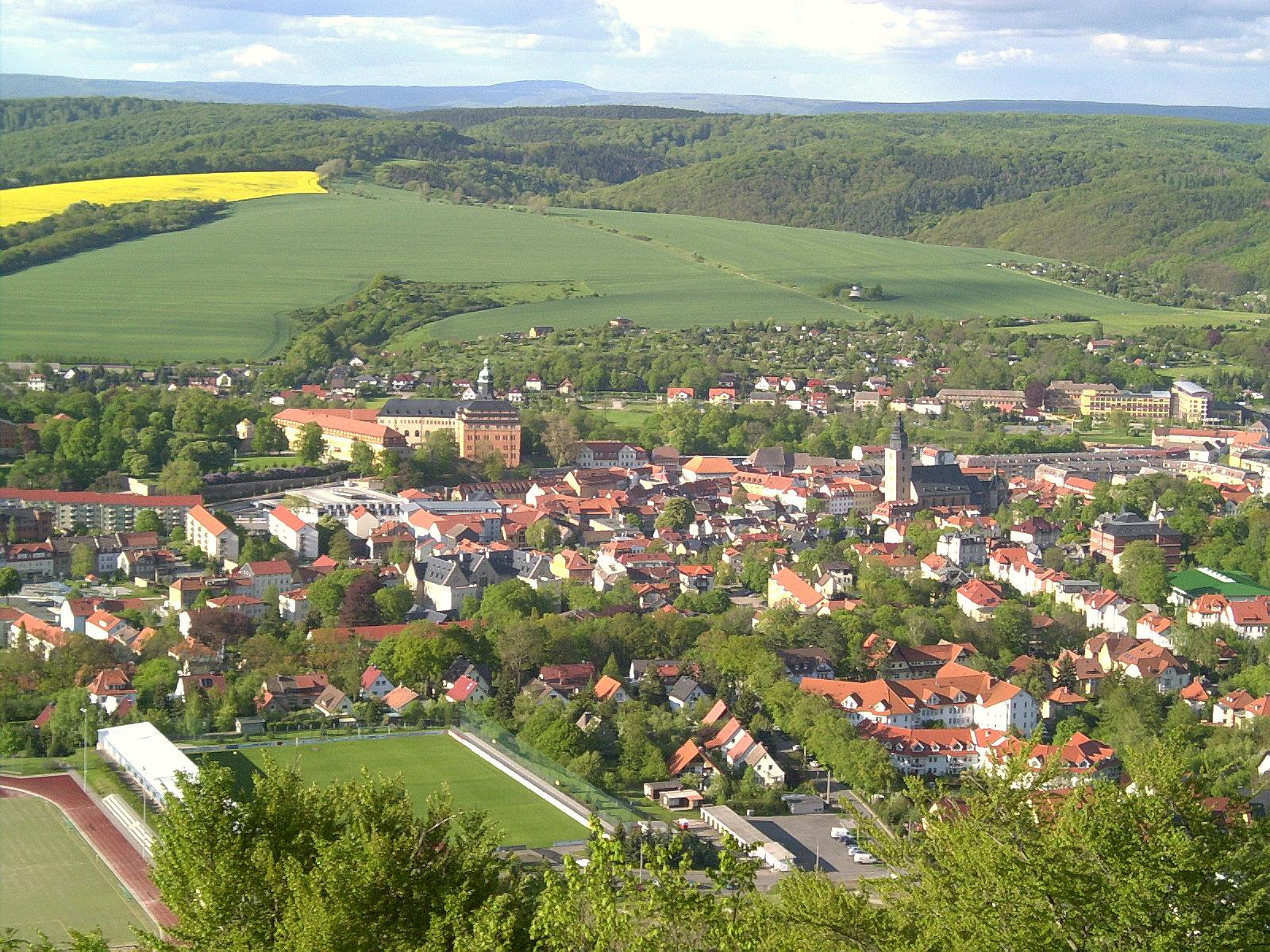
Die Windleite bei Sondershausen, im Hintergrund die Berge des Unterharzes

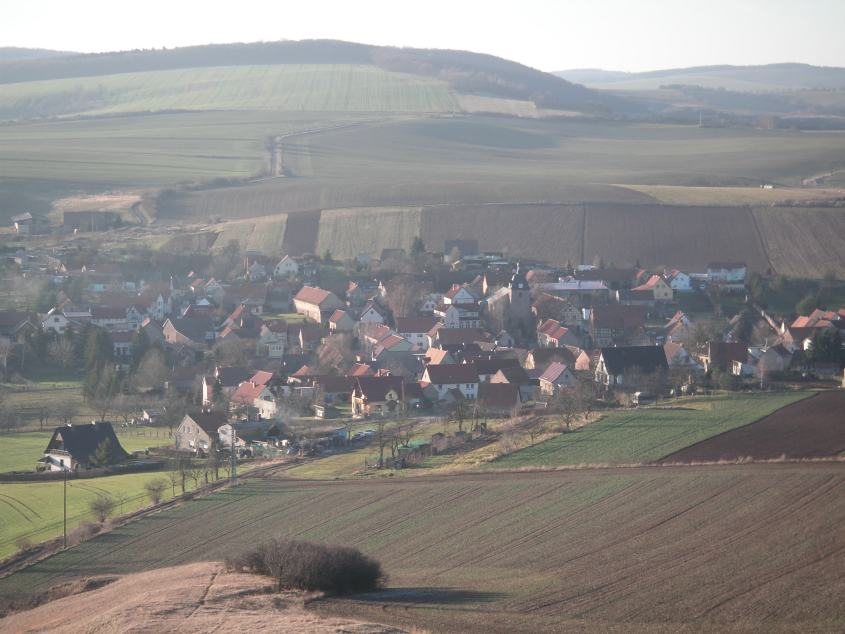
Die nordöstlichen Ausläufer der Windleite bei Steinthaleben

Die Windleite ist ein bis 374,4 m ü. NHN hoher und etwa 50 km² großer Höhenzug bei Sondershausen in den Landkreisen Nordhausen und Kyffhäuser in Thüringen (Deutschland).

## Geographische Lage
Die Windleite befindet sich nördlich des im Tal der Wipper gelegenen Sondershausen, der Kreisstadt des Kyffhäuserkreises. Zudem liegt sie südlich des in der von der Helme durchflossenen Goldenen Aue gelegenen Heringen, wo sich der Stausee Kelbra ausbreitet. Wipper und Helme sind westliche Zuflüsse der nahen Unstrut.
Großteile der Windleite, des sich östlich anschließenden Kyffhäusergebirges und der südlich, jenseits der Wipper, gelegenen Hainleite, bedecken das Gebiet des Naturparks Kyffhäuser; die Landschaften der Gebirge reichen aber – insbesondere im Rahmen der Hainleite in Richtung Westen – über die Parkgrenzen hinaus.
Die weitgehend in Ost-West-Richtung verlaufende Windleite wird in ihrem Westteil von der aus dem Harz – die nördlich des Höhenzugs in West-Ost-Richtung angelegte Bundesautobahn 38 kreuzend – nach Erfurt führenden Bundesstraße 4 von Nordwest nach Südost durchquert.

## Geologie und Landschaftsbild
Vorherrschende Gesteinsart der Windleite ist der Buntsandstein. Kennzeichnende Baumarten des waldreichen Höhenzugs sind Buchen und Eichen. Die Windleite ist von mehreren Tälern durchschnitten (Brückental, Schersental, Hammatal und Östertal).

## Klima und Gewässer
Obwohl die Windleite vom Klima her, eher als trocken zu bezeichnen ist (denn sie befindet sich im Windschatten des Harzes), liegen im Südbereich der Haupttäler größere Teiche: im Hammatal der Hammateich, im Brückental der Pfaffenteich und im Schersental der Schersenteich. Diese Stillgewässer werden wegen des Fischreichtums von Anglern genutzt.

## Zugvögel
Als wichtiger Rastplatz für zahlreiche Zugvögel ist die Goldene Aue von internationaler Bedeutung. Tausende von Kranichen nutzen in jedem Herbst dieses Feuchtgebiet mit den Aulebener Fischteichen und dem Helme-Stausee auf dem Durchzug zur Nahrungsaufnahme.

## Berge und Erhebungen
Die höchste Erhebung der Windleite ist der Zimmerberg (374,4 m ü. NHN). Von seiner Kuppe nach Südsüdosten ausgerichtet befand sich früher der Standortübungsplatz Sondershausen.
→ für diesen und weitere Berge/Erhebungen siehe Absatz Windleite des Artikels "Liste von Bergen und Erhebungen in Thüringen"

## Tourismus und Wandern
Die Windleite selbst bietet kaum touristische Attraktionen, ist aber ein beliebtes Wandergebiet, da man in ruhigen Wäldern gut entspannen kann und die Wanderwege kaum hohe Anforderungen stellen. Bemerkenswert sind allerdings das Auftreten etlicher Orchideenarten und geologischer Aufschlüsse, wie zum Beispiel im Schersental. In Sondershausen, das für seine Musiktradition (Lohorchester) bekannt ist, steht das Schloss Sondershausen.